# Salten Langsø
Salten Langsø er en smal, langstrakt, cirka 6 km lang sø på omkring 308 hektar. 
Søen har en gennemsnitsdybde på 4,5 meter og en maksimumdybde på 12 meter. 
Den gennemløbes af Salten Å og er dermed en del af Gudenå-systemet. Søen ligger næsten gemt i skovområdet mellem Gammel Rye, Addit og Salten. 
Mod nord ligger Rye Sønderskov og Højkol Skov med stejle, skovklædte skrænter ned mod søen. Syd for søen er et område  præget af skov, hede, mose og småsøer. Her blev i 1935 anlagt en privat flyveplads, som man stadig kan se rester af; den blev under 2.verdenskrig overtaget af tyskerne og efter krigen i en periode anvendt som flygtningelejr.
214 hektar  langs søens  nord-, øst- og sydbred blev   fredet 1982  med henblik på at sikre det enestående landskab omkring, og  udsigter over Salten Langsø.